# Бьянколелли, Доменико Джузеппе
Джузеппе Доменико (по прозвищу — Доминик) Бьянколелли (итал. Domenico Giuseppe Biancolelli; 1636, Болонья—1688, Париж) — итальянский актёр Комедии дель арте, создатель образа Арлекина (Арлекино), которого с успехом исполнял.

## Биография

Актёр Д. Бьянколелли в костюме Доктора, неизвестный художник (XVII в.)

Сын актёра Франческо Бьянколелли и Изабеллы Франчини, знаменитой Коломбины. Сперва выступал в составе бродячих трупп. Позже играл в Вене.
Был членом театральной труппы королевских актёров, которую Мазарини привёз в Париж в 1661 году для «Итальянской комедии». Выступал в роли Арлекина. С 1671 занял ведущее место в труппе.
В 1663 году женился на Орсоле Кортези. Вместе со своей женой стал натурализированным французом в 1680 году. Став менеджером, перевёл на французский язык пьесы, которые ставились в Comédie-Italienne.

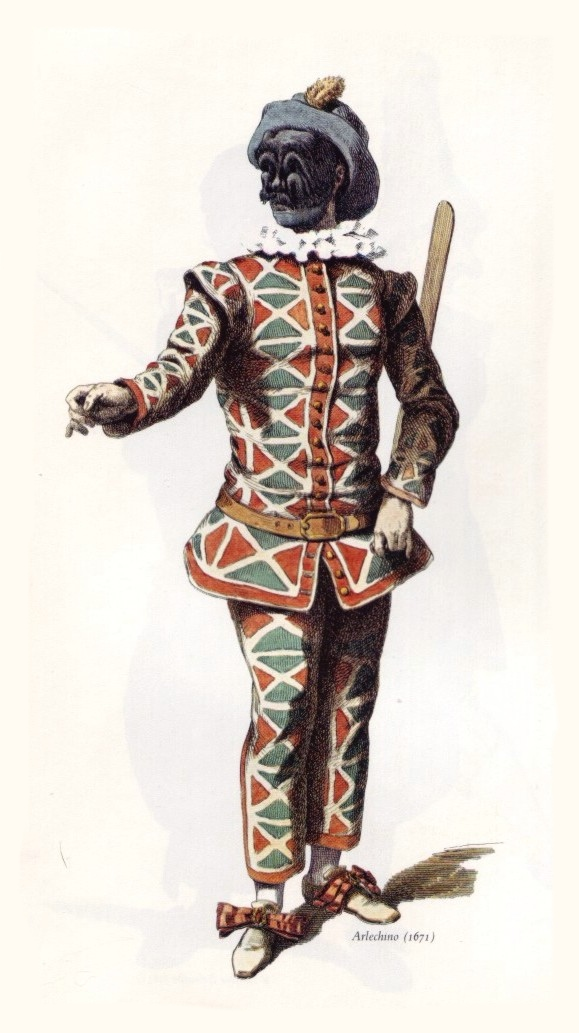
Актёр Д. Бьянколелли в костюме Арлекина

В его исполнении Арлекин из второго Дзанни — неуклюжего простака, превратился в первого Дзанни — хитрого интригана. Бьянколелли реформировал костюм Арлекина, заменив разноцветные заплаты яркими кусками материи в форме ромба; элегантный стилизованный костюм Арлекина, введённый им, стал традиционным.
Сочинил 163 сцены, в которых Арлекин является главным героем. Писал сценические произведения в прозе, стихах и музыке, многие из них в соавторстве.
Исполняя роль Арлекина, Бьянколелли обогатил сценические приёмы элементами акробатики, свойственными неаполитанской комедии дель арте, добавил изящные танцевальные движения, разработал шутки, приуроченные к определённым сценическим ситуациям (Арлекин в страхе, Арлекин в горе и т. п.). Сцены с участием Арлекина-Бьянколелли стали занимать основное место в представлении. До своей смерти в 1688 году оставался любимым комиком короля Франции Людовика XIV.
После его смерти театр в знак траура был закрыт почти на целый месяц.
Его дети Катерина Бьянколелли, Франческа Мария Аполлина Бьянколелли и Пьер Франсуа Бьянколелли также были актёрами.